# آشوت آبراهامیان (زبان‌شناس)
آشوت آرسنی آبراهامیان (ارمنی: Աշոտ Արսենի Աբրահամյան؛ انگلیسی: Ashot Arseni Abrahamian زادهٔ ۱۹۱۸ - درگذشته ۱۹۸۵) یک دانشمند زبان‌شناسی، و استاد اهل ارمنستان بود.

## زندگی‌نامه
در ۱۷ سپتامبر ۱۹۱۸ در روستای گغاماوان به دنیا آمد . وی عضو فرهنگستان ملی علوم ارمنستان بود. وی همچنین برنده دانشمند شایسته ارمنستان شوروی (۱۹۶۵) شده است. وی در ۱۶ آوریل ۱۹۸۵ در سن ۶۶ سالگی در ایروان درگذشت.

## یادداشت
1. ↑  Շահրիզ
2. ↑  բանասիրական գիտությունների դոկտոր
3. ↑  ՀՀ ԳԱԱ Հրաչյա Աճառյանի անվան լեզվի ինստիտուտ